# Vincenzo Maurogiovanni
Vincenzo Maurogiovanni (Bari, 21 ottobre 1976) è un bassista italiano.

## Biografia
Si pone all'attenzione del panorama internazionale nel 2007 con la vittoria all'Euro Bass Day di Verona, Italia, e nel 2010 conseguendo il primo premio nel concorso BassMaster di Zagabria, Croazia.
È impegnato come didatta, ear trainer, compositore e musicista.
Alcune delle sue collaborazioni ed esibizioni: Virgil Donati, Seamus Blake, Shayna Steele, Jazzphony Orchestra, Jazz Studio Orchestra, Orchestra "De Falla", Mario Rosini, Fabrizio Bosso, Michael Manring, John Stowell,  Randy Brecker, Gianni Iorio, Pasquale Stafano, Pierluigi Balducci, Dario Chiazzolino, Roberto Ottaviano, Enzo Zirilli, Aaron Spears, Phil Maturano,Aldo Bassi Mirko Maria Matera, Gaetano Fasano, Tuck & Patti, Dennis Chambers, Gene Jackson, Nando Di Modugno, Gianlivio Liberti, Pierluigi Villani, Francesco Villani, Gianni Bardaro, Giovanni Falzone, Mino Lanzieri,  Michele Campobasso, Robertinho De Paula, Gaetano Partipilo, Giovanni Giorgi, Rocco Zifarelli...

## Discografia da leader
- 2024 Kaleido Sea "The spice route" (Angapp Music)
- 2023 Cercle Magique "Libra"   (AlfaMusic)
- 2022 Balducci & Maurogiovanni duo, "Cinema,vol.2" (Angapp Music)
- 2019   Stanic Boulevard  (Verve Records)
- 2019 - Buena Ventura   (Angapp Music)
- 2017 - Cercle Magique  (Dodicilune)
- 2016 - Cinema,Vol.1, Balducci-Maurogiovanni (Dodicilune)
- 2011 - Tempus Fugit (Terramiamusic)
- 2006 - Alfa Omega (Terramiamusic)
- 2013 - Sinestesie (Terramiamusic)

### Collaborazioni discografiche
- 2025   Hora Prima (MaRaCash Records)
- 2025   Emthree/ Mirko Maria Matera: "Base Jump Up" (IRMA Records)
- 2025    Patty Vatinno/Vincenzo Maurogiovanni: "Terra straniera" (Sfera Music)
- 2023 -  Kora Connection - "Somewhere over the sea" (Angapp Music)
- 2023 -  Wanderlust- Stefano Del Sole Trio (Angapp Music)
- 2022 -  Emthree  "Children's colors (Irma Records)
- 2020  -  Antonio Colangelo   "Tabaco y Azucar"  (Dodicilune)
- 2019   -E-Motion (Mariangela Cagnetta) Caligola Records
- 2018  - Pietro Vincenti : The Blue Mandala Project (Luna rossa Records)
- 2016  - Villani - Bardaro: Next stop (Verve Records)
- 2013 -  Alessandro Napolitano: "Conversation with my friends" (Soundiva)
- 2014  - Fabio Mariani group "On my hands" (Videoradio)
- 2014  - Fulvio Palese 4tet  "The comics tune " (Ululati/Tudo Bem)
- 2014  - John Stowell quartet  "Italian conversation " (Terramiamusic)

## Pubblicazioni e menzioni didattiche
- 2018 "Michael Brecker, la sintassi musicale di un caposcuola e le relative implicazioni didattiche" (co-autore tesi di laurea triennale chitarra Jazz, Conservatorio "N. Piccinni", Bari, del M. Francesco Cassano)
- 2016 "L'evoluzione del basso elettrico", Daniele Marinelli, diploma accademico di primo livello/scuola di Jazz, corso di basso elettrico di "Siena Jazz" (intervista a V. Maurogiovanni)
- 2015 - Metodo intensivo di Ear Training (autore)
- 2015 "Ear training, l'apprendimento dell'orecchio assoluto tra riconoscimento e intonazione dei suoni" . Dott.ssa Tiziana Columbro, tesi di laurea in Scienze e Tecniche Psicologiche, Università Degli Studi di Chieti e Pescara (tesi basata sul metodo di Ear Training di V. Maurogiovanni)
- 2008 - Musica, istruzioni per l'uso (autore) (Terramiamusic)